# 荷兰共和主义

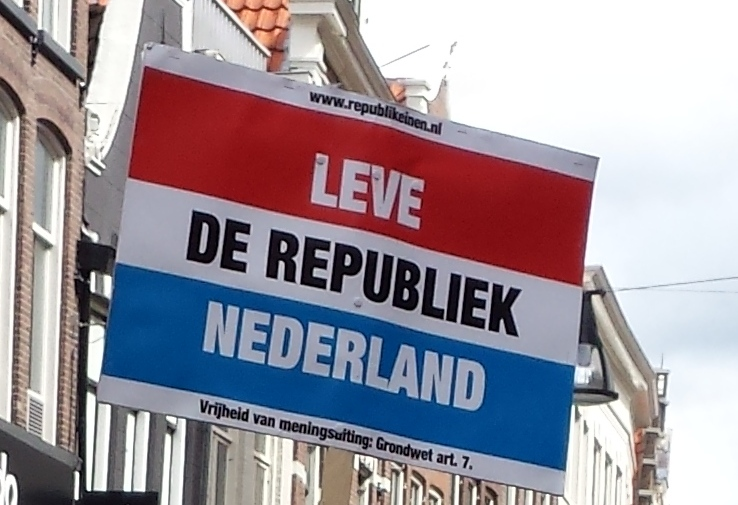
2016年国王日，“共和”组织在兹沃勒的抗议标语牌上写着：“荷兰共和国万岁”。

荷兰共和主义是一项旨在废除荷兰君主制、建立共和国的运动。根据民意调查，主张彻底废除君主制的有组织共和运动在荷兰民众中被认为是少数派（根据2023年的一项调查，其支持率为37%）。